# Wilhelm Friedrich Groos

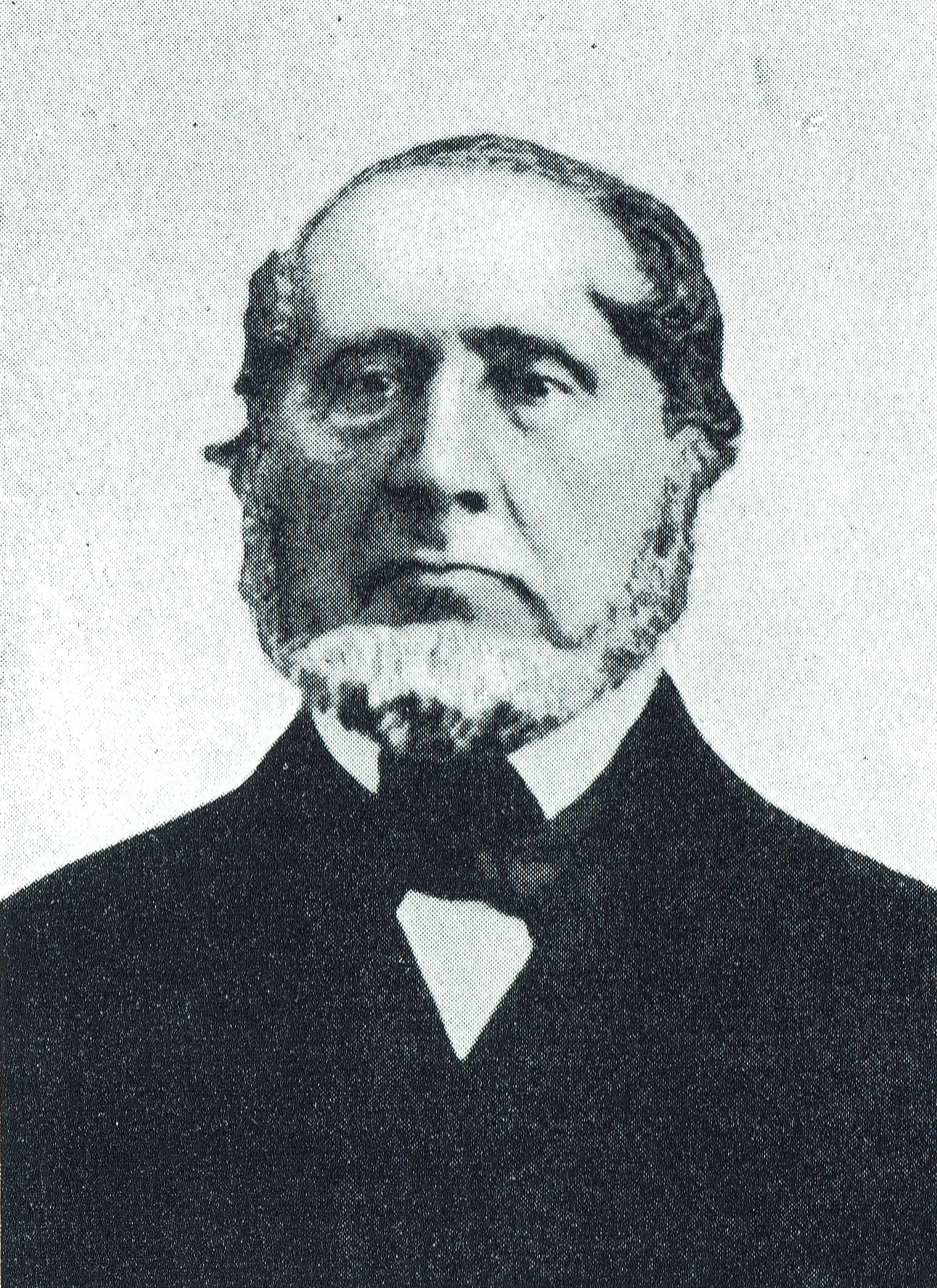
Landrat Wilhelm Friedrich Groos (1801–1874)

Wilhelm Friedrich Groos (* 28. Juni 1801 in Saßmannshausen, Grafschaft Sayn-Wittgenstein-Wittgenstein, Westfalen; † 20. Mai 1874 in Northeim, Provinz Hannover) war Landrat des Landkreises Wittgenstein und preußischer Politiker.

## Familie
Wilhelm Friedrich Groos entstammte einer nassauisch-oranischen Familie und war der Sohn des wittgenstein-hohensteinschen Kammerdirektors Johann Daniel Karl Henrich Groos und der Anna Friederike Schaffner.
Groos heiratete am 26. Dezember 1832 in Erndtebrück (Landkreis Wittgenstein) Christine Amalie Martin (* 18. Juni 1812 in Erndtebrück; † 6. Januar 1894 in Düsseldorf), weitläufig mit ihm verwandt und Tochter des Pulverfabrikanten Nikolaus Martin (1780–1869) und der Hedwig Sinner (1783–1834). Das Ehepaar hatte fünf Söhne, darunter den gleichnamigen Sohn Wilhelm Friedrich Groos (* 1844), und zwei Töchter. Wilhelm Friedrich Groos lebte zuletzt mit seiner Ehefrau in Wetzlar und besuchte Angehörige in Northeim, wo er am 20. Mai 1874 an den Folgen eines Hirnschlags verstarb.

## Leben
Groos besuchte bis 1817 das Gymnasium in Gießen und machte Ostern 1818 sein Abitur an der Universität Marburg. Dort studierte er auch anschließend bis 1820 die Rechtswissenschaften und Kameralistik. Dieses Studium setzte er vom 25. April 1820 bis 1821 an der Universität Bonn fort.
Am 3. Mai 1822 trat er als Auskultator am Hofgericht in Arnsberg an, wurde mit Ernennung zum Gerichtsreferendar am 12. Mai 1824 ans Appellationsgericht Münster versetzt und kam am 20. Juni 1825 als Hofgerichts-Advokat nach Laasphe.
Im Jahr 1826 trat er seinen Dienst beim Oberlandesgericht in Münster an, ging später ans Hofgericht in Arnsberg, wurde am 1. April 1828 kommissarisch Assessor beim Justizamt in Siegen und erhielt dort am 28. Januar 1829 seine endgültige Ernennung.
Schon am 7. August 1830 wurde er mit drei von acht Stimmen als dritter Kandidat für den Posten des Landrats des Landkreises Wittgenstein gewählt. Die Wahl blieb allerdings zunächst erfolglos, da die Kandidaten den Erfordernissen des § 4 des Reglements vom 17. März 1828 nicht entsprachen. Daraufhin wurde die Regierung in Arnsberg aufgefordert, von sich aus Vorschläge zu machen. Die Regierung schlug Groos zur Ernennung zum Landrat vor – trotz Gegnerschaft von Friedrich Carl Fürst zu Sayn-Wittgenstein-Hohenstein (1766–1837). Am 25. Januar 1831 erfolgte schließlich Groos’ Ernennung zum Landrat.
Vom 18. Mai bis 19. August 1832 übernahm Groos zunächst kommissarisch die Verwaltung von Freusburg, heute Ortsteil von Kirchen (Sieg) im Landkreis Altenkirchen (Westerwald), wurde dann am 19. August 1832 nach Ablegung der vorschriftsmäßigen Prüfung auch offiziell in sein Amt eingeführt. Am 11. Oktober 1847 wurde er zum Geheimen Regierungsrat ernannt.
Auf eigenen Antrag wurde Groos am 28. September 1850 als Landrat nach Wetzlar versetzt und erhielt dort am 1. April 1851 seine endgültige Ernennung. Am 1. November 1859 wurde er wegen seiner Erblindung aus dem Staatsdienst mit Pension entlassen.
Politisch betätigte sich Groos für den Landkreis Wittgenstein als Mitglied der Preußischen Nationalversammlung.

## Wirken
Groos gründete den Landwirtschaftlichen- und den Gartenbauverein, um die schlechten Erträge der kargen Böden zu verbessern. In diesem Zusammenhang vermittelte er den Bauern Kenntnisse über Wiesenbau und Viehzucht und löste im Laufe der Jahre die standesherrlichen Abgaben ab. Durch den Bau von Kunststraßen schaffte er eine Verbesserung der Kreisanbindung an die Nachbarkreise. Aus Dankbarkeit für seine Leistungen für den Kreis wurde ihm nach seinem Tod auf dem Stünzel, einer Hochebene bei Bad Berleburg, ein Denkmal gesetzt.
In seine Amtszeit fielen die Märzunruhen des Jahres 1848. Auch die Wittgensteiner Grafschaften blieben nicht davon verschont. Schon seit längerem hatten die Menschen versucht, ihre alten Rechte an den Waldungen wieder durchzusetzen. Anfang März 1848 kam es, verstärkt durch den Zorn auf missliebige Beamte der Justiz- und Forstverwaltung, zu Ausschreitungen, die nur durch Zugeständnisse und Verhandlungsgeschick des Fürsten Sayn-Wittgenstein-Hohenlohe und des Landrats Groos beendet werden konnten. Bald darauf wurde Groos zum Abgeordneten der Preußischen Nationalversammlung in Berlin gewählt und arbeitete in mehreren Ausschüssen. Vielfältige Gründe waren es, die ihn veranlassten, sein Mandat freiwillig niederzulegen und im Oktober 1848 wieder nach Berleburg in sein Landratsamt zurückzukehren.

## Persönliches
Groos wird als ein Mensch beschrieben, der aufrichtig, gewissenhaft und unermüdlich in seiner Arbeit war, aber wenig umgänglich. Traf er auf Gegebenheiten, die sein Missfallen erregten, so konnte er sehr unangenehm werden. Daher, so ist überliefert, sagten die Bauern über ihn: „E klen Männche, aver e bies Männche.“ Allerdings wurden seine Integrität und seine Arbeitsleistung sehr wohl anerkannt und brachten ihm das Vertrauen der Menschen. Das folgende Beispiel verdeutlicht sein Arbeitsethos: Nach der Ablösung der standesherrlichen Abgaben erhielt der Landrat neben einem Orden ein hohes Geldgeschenk. Dieses Geld stellte er seiner Behörde zur Verfügung, da er, so seine Meinung, keinen Anspruch darauf hätte. Es war an sich eine noble Haltung, allerdings hatte er ein Geschenk des Königs zurückgewiesen, was er sich als Beamter nicht hätte erlauben dürfen, und er erhielt den einzigen Tadel seiner Amtszeit als Landrat.

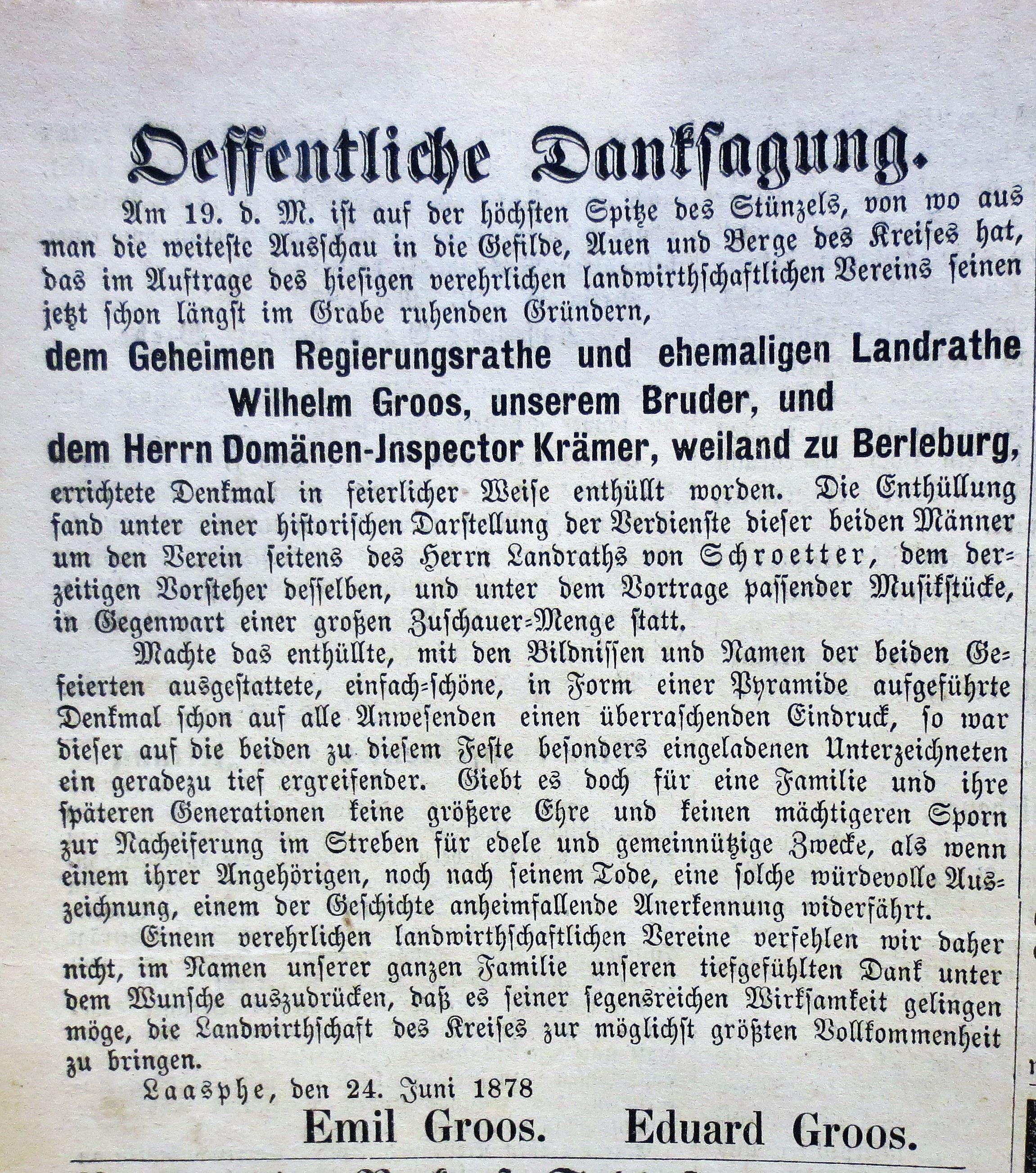
Danksagung der beiden Laaspher Ärzte Emil und Eduard Groos für die Einweihung des Denkmals des Landwirtschaftlichen und Gewerbevereins für den Kreis Wittgenstein 1878 auf dem Stünzel.

## Ehrungen und Auszeichnungen
- Roter Adlerorden 4. Klasse (18. Januar 1840)
- Roter Adlerorden 3. Klasse mit Schleife (13. April 1843)
- Denkmal des Landwirtschaftlichen Kreisvereins auf dem Stünzel in Bad Berleburg